# اکراه (فیلم)
«اکراه» (انگلیسی: Duress (film)) یک فیلم است که در سال ۲۰۰۹ منتشر شد. از بازیگران آن می‌توان به مارتین دونوان اشاره کرد.